# Genouilly (Saône-et-Loire)
Genouilly é uma comuna francesa na região administrativa de Borgonha-Franco-Condado, no departamento Saône-et-Loire. Estende-se por uma área de 10,82 km². Em 2010 a comuna tinha 434 habitantes (densidade: 40,1 hab./km²).